# 法式千層酥
法式千層酥（法語：mille-feuille，又稱拿破崙酥，簡稱千層酥）是一種源自法國的糕點，使用由麵團多次折疊及烘焙而成的千層酥皮，再夾著用奶油、水果或蛋糕製作的夾心，吃起來便可感受到酥皮的鬆脆及夾心的幼滑。

## 名稱
法文解作「千層」，中文名稱「拿破崙蛋糕」源自英文名稱“Napoleon”（英國）及“Napoleon Slice”（加拿大）；本來是法文中把義大利那不勒斯作為形容詞的“Napolitain”解作“用義大利方式（製作的糕點）”，後來被誤解為法國皇帝拿破崙（一世）的名稱，實際上和拿破崙無關。

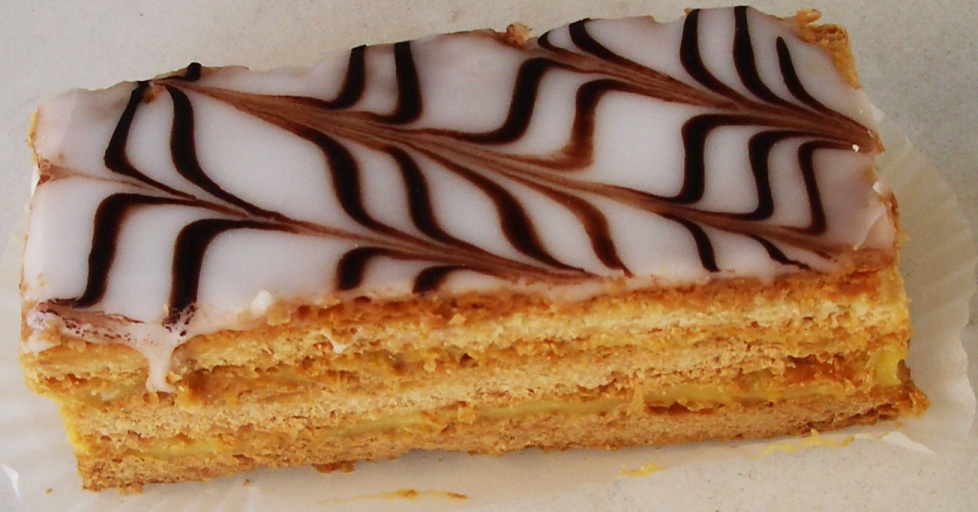
巧克力大理石型千層酥

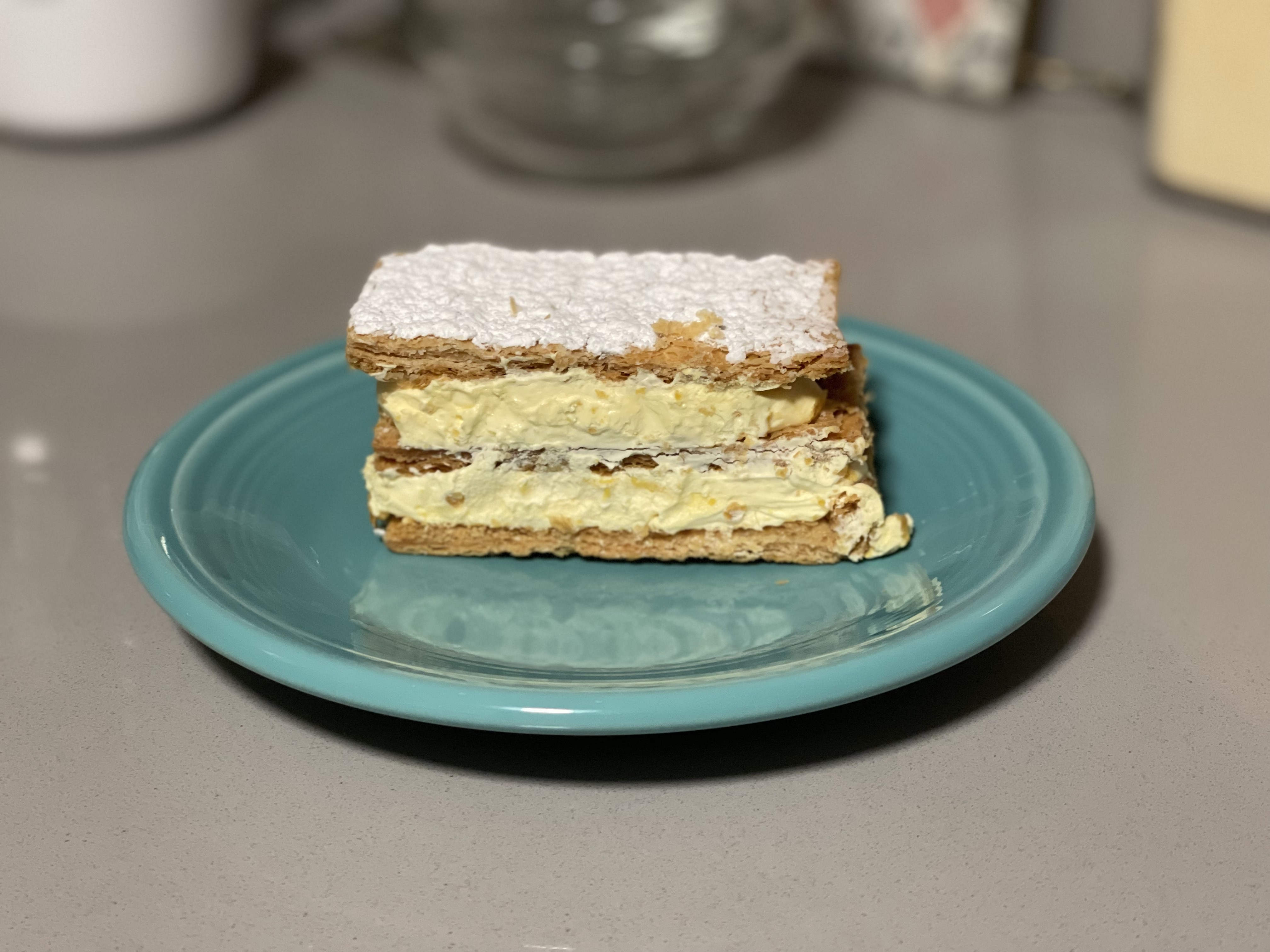
在美國加州索諾馬出售的一件拿破崙酥

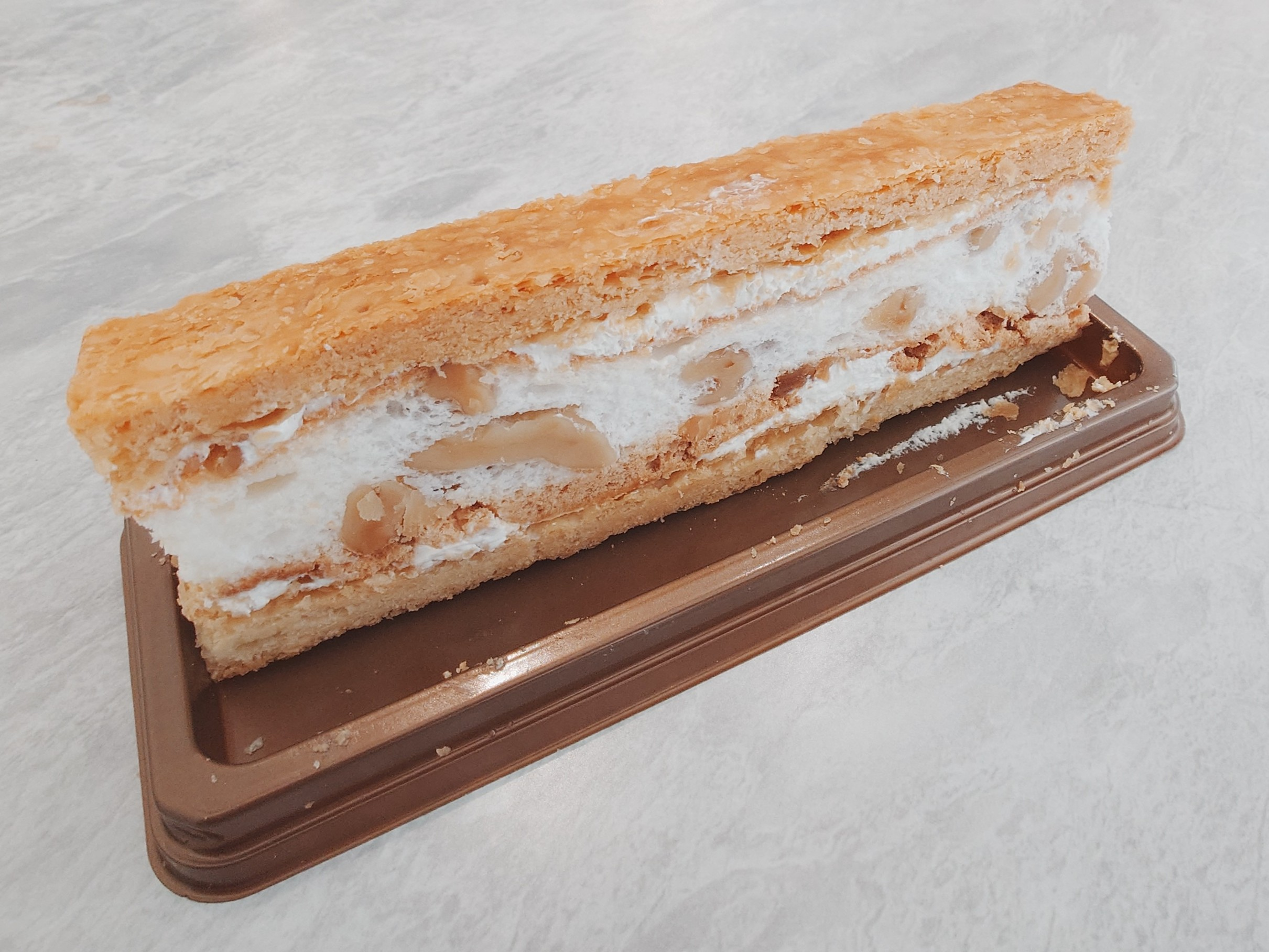
香港西餅店售賣的港式拿破崙

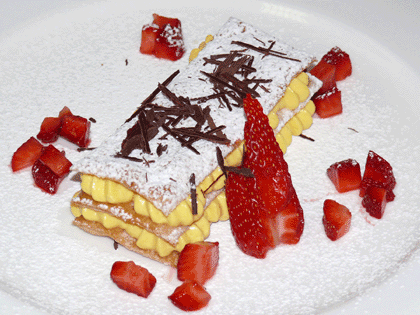
意大利的千層酥

在法文中，mille-feuille並不單指用酥皮做成的千層酥甜點，也可用來代稱用各種材料製作，中間夾著水果或奶油霜並疊成塔狀的甜點，例如“mille-feuille choco-framboise”（巧克力蔓越莓塔）。

## 類型

### 傳統法式
傳統上，法式千層酥是由三層酥皮夹著兩層奶油，但有時亦會使用果醬。頂部食材分兩種：一種是由交替的白色糖霜和棕色巧克力組成的大理石條紋；另一種是含有草莓和覆盆子的奶油和卡士達醬，類似於草莓奶油蛋糕。

### 港式拿破崙
法式千層酥在殖民地時期傳入香港，因為香港屬亞熱帶氣候，夏季較長且天氣較為濕熱，由於忌廉及已切開的水果在室溫下容易變質，且會使酥皮軟化，故此香港人把千層酥皮中的忌廉夾心改為以核桃蛋白蛋糕製作，忌廉的使用量則大大減少，卻因為有香脆的核桃和蛋白蛋糕產生出更有層次的口感，在香港一般所稱的“拿破崙酥”就是指這種使用核桃蛋糕做夾心的「港式拿破崙」，因為使用核桃取代水果，所以較容易運輸及存放。

## 外部鏈接
维基共享资源上的相關多媒體資源：法式千層酥